# Ana Paula Rodrigues (ginasta)
Ana Paula Rodrigues (Curitiba, 20 de janeiro de 1988) é uma ex-ginasta brasileira, que competiu em provas de ginástica artística.
Ana representou a equipe brasileira que disputou os Jogos Olímpicos de Atenas, em 2004, na Grécia. Neles, ao lado de Daniele Hypólito, Camila Comin, Laís Souza, Daiane dos Santos e Caroline Molinari, conquistou a nona colocação na primeira fase da classificação por equipes. Individualmente, fora 27ª colocada no individual geral e 33ª nas barras assimétricas, não indo assim, a nenhuma final.